# Ral·li del Marroc
|  | No s'ha de confondre amb Ral·li del Marroc (ral·li raid). |

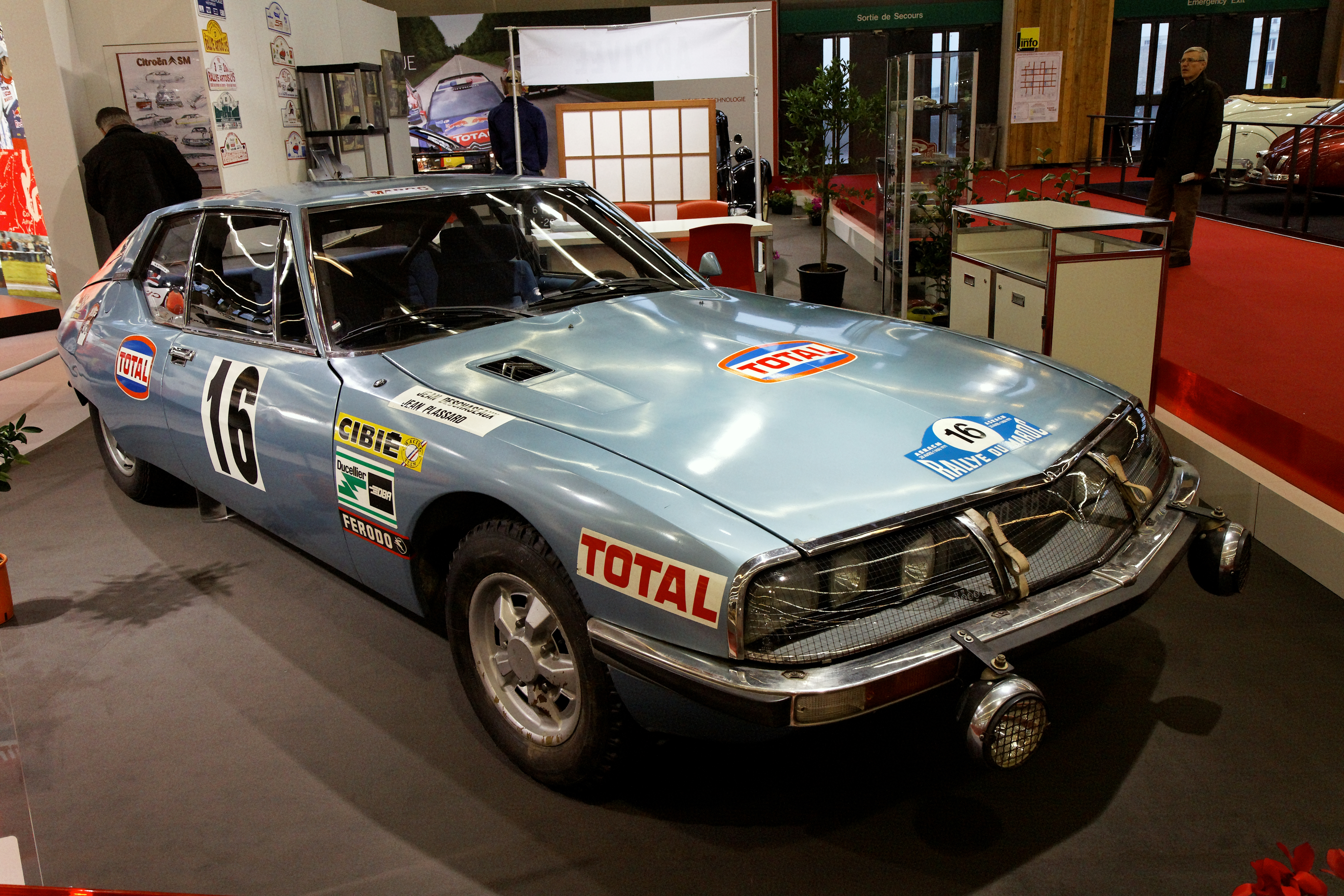
El Citroën SM que guanyà l'edició de 1971

El Ral·li del Marroc (en francès, Rallye du Maroc) és un ral·li internacional que es disputa al Marroc. Té semblances amb el Ral·li Safari pel que fa a les dures pistes i la llarga durada dels trams, alguns de molt similars al Ral·li Dakar pel fet de travessar el desert. La prova va formar part del Campionat Mundial de Ral·lis els anys 1973, 1975 i 1976.
En el 2017 es va cedir oficialment l'organització del Rallye du Maroc a l'empresa ODC, representada pel pilot de ral·li David Castera, director esportiu del Dakar durant 10 edicions, i l'empresari andorrà Jordi Ballbé, els qui estaran a càrrec des de l'edició del 2018.

## Guanyadors
A 31 de desembre de 2015
| Any                    | Edició                   | Pilot               | Copilot            | Cotxe                      | Camp. |
| ---------------------- | ------------------------ | ------------------- | ------------------ | -------------------------- | ----- |
| 1934                   | 1er Rallye du Maroc      | Bravard             |                    | Essex                      |       |
| 1935                   | 2ème Rallye du Maroc     | Jean Trévoux        | Marcel Lesurque    | Bugatti 3L                 |       |
| 1936: No disputat      |                          |                     |                    |                            |       |
| 1937                   | 3ème Rallye du Maroc'    | Jean Trévoux        | Marcel Lesurque    | Hotchkiss                  |       |
| 1938-1949: No disputat |                          |                     |                    |                            |       |
| 1950                   | 4ème Rallye du Maroc     | Costa               | Preynat            | Simca 8 Sport              |       |
| 1951                   | 5ème Rallye du Maroc     | Jean Lucas          | Jacques Péron      | Ferrari 212                |       |
| 1952                   | 6ème Rallye du Maroc     | Robert Amic         | Mareschi           | Simca Aronde               |       |
| 1953                   | 7ème Rallye du Maroc     | Paul van de Kaart   | Jacques Péron      | Porsche 356 1300           |       |
| 1954                   | 8ème Rallye du Maroc     | Robert La Caze      | Grammatico         | Simca Aronde               |       |
| 1955                   | 9ème Rallye du Maroc     | Jean Deschazeaux    | Marteau            | Peugeot 203                |       |
| 1956-1966: No disputat |                          |                     |                    |                            |       |
| 1967                   | 10ème Rallye du Maroc    | Robert La Caze      | Raymond Ponnelle   | Simca Aronde               |       |
| 1968                   | 11ème Rallye du Maroc    | Jean-Pierre Nicolas | Jean de Alexandris | Renault 8 Gordini          |       |
| 1969                   | 12ème Rallye du Maroc    | Robert Neyret       | Jacques Terramorsi | Citroën DS 21              |       |
| 1970                   | 13ème Rallye du Maroc    | Robert Neyret       | Jacques Terramorsi | Citroën DS 21              |       |
| 1971                   | 14ème Rallye du Maroc    | Jean Deschazeaux    | Jean Plassard      | Citroën SM                 |       |
| 1972                   | 15ème Rallye du Maroc    | Simo Lampinen       | Sölve Andreasson   | Lancia Fulvia HF 1.6 Coupé |       |
| 1973                   | 16ème Rallye du Maroc    | Bernard Darniche    | Alain Mahé         | Alpine A110 1800           | WRC   |
| 1974: No disputat      |                          |                     |                    |                            |       |
| 1975                   | 18ème Rallye du Maroc    | Hannu Mikkola       | Jean Todt          | Peugeot 504                | WRC   |
| 1976                   | 19ème Rallye du Maroc    | Jean-Pierre Nicolas | Michel Gamet       | Peugeot 504                | WRC   |
| 1977-1984: No disputat |                          |                     |                    |                            |       |
| 1985                   | 20ème Rallye du Maroc    | Shekhar Mehta       | Yvonne Mehta       | Nissan 240RS               |       |
| 1986                   | 21er Rallye du Maroc     | Alain Ambrosino     | Daniel Le Saux     | Nissan 240RS               |       |
| 1987                   | 22ème Rallye du Maroc    | Maurice Chomat      | Gilles Thimonier   | Citroën Visa 1000 Pistes   |       |
| 1988                   | 23ème Rallye du Maroc    | Paul Émile Descamps | Michel Gautheron   | Opel Manta 400             |       |
| 1989-2013: No disputat |                          |                     |                    |                            |       |
| 2014                   | OiLibya Rally of Morocco | Nasser Al-Attiyah   | Mathieu Baumel     | Mini Countryman            |       |
| 2015                   | OiLibya Rally of Morocco | Nasser Al-Attiyah   | Mathieu Baumel     | Mini Countryman            |       |